# Estival Jazz
Das Estival Jazz (auch Lugano Estival Jazz) ist ein alljährlich Anfang Sommer stattfindendes Musikfestival in der Schweizer Stadt Lugano im Kanton Tessin.
Die über insgesamt fünf Tage verteilte Veranstaltung findet grösstenteils in Lugano sowie zu einem kleineren Teil im nahe gelegenen Mendrisio statt und widmet sich dem Jazz mit all seinen Stilrichtungen. In den letzten Jahren wurde das musikalische Spektrum auch auf World Music erweitert. Insgesamt umfasst die Veranstaltung je nach Jahr zwischen 20 und 30 kostenlose Freiluftkonzerte mit zahlreichen namhaften internationalen Musikern.
Die Grundlage für das 1979 erstmals durchgeführte Estival Jazz wurde 1977 mit dem Konzertauftritt von Archie Shepp zusammen mit Mal Waldron, Wilbur Little und Clifford Jarvis gelegt. Im Jahr darauf folgte eine Konzertreihe mit den Auftritten von Elvin Jones, Gary Burton, Don Cherry, Abdullah Ibrahim und Mal Waldron. 1979 wurde das Estival Jazz ins Leben gerufen, welches sich zur grössten Jazz-Veranstaltung in Europa entwickelte. Die Konzertreihe zählt jährlich rund 250'000 Besucher und wird vom Tessiner Fernsehsender RSI live übertragen.
Zu den namhaftesten der rund 300 Künstler, die seit der Erstausgabe des Estival Jazz aufgetreten sind, zählen unter anderem Miles Davis, Dizzy Gillespie, Keith Jarrett, Ray Charles, Bobby McFerrin, Herbie Hancock, B. B. King, Friedrich Gulda, Tito Puente, Chick Corea, The Manhattan Transfer, Take 6, Gato Barbieri, Maynard Ferguson, Cesária Évora, Dee Dee Bridgewater, Carla Bley, Barbara Hendricks, Wynton Marsalis, Cheb Mami, Noa, Oscar D’León, Jon Hendricks, Paco de Lucía, Van Morrison, Buddy Guy, Taj Mahal, Cheb Khaled, Jethro Tull, Gianna Nannini, Roger Hodgson, Chucho Valdés, Level 42, Tower of Power, Candy Dulfer und Snarky Puppy.